# 2023年泛美运动会帆船比赛
2023年泛美运动会帆船比赛是2023年泛美运动会的其中一个比赛项目，于2023年10月28日至11月5日在智利阿尔加罗沃Cofradia Nautica del Pacifico进行。比赛分为13个小项，包括5个男子小项、5个女子小项和3个混合小项。
此次比赛是2024年巴黎奥运帆船项目的资格赛之一（混合470级除外）。男子雷射型和女子辐射型的前两名北美洲队伍和前两名南美洲队伍，以及风浪板、风筝板、49人级、49人FX级和诺卡拉17级中排名最高的北美洲队伍和南美洲队伍将为所属代表团获得一个奥运席位（不含已透过先前途径获得资格的）。

## 参赛代表团
共有27个代表团获得帆船项目的参赛资格。
- 安提瓜和巴布达（1）
- 阿根廷（18）
- 阿鲁巴（2）
- 百慕大（2）
- 巴西（17）
- 加拿大（11）
- 智利（18）
- 哥伦比亚（4）
- 古巴（1）
- 萨尔瓦多（1）
- 厄瓜多尔（4）
- 独立运动员（2）
- 美国（17）
- 开曼群岛（1）
- （2）
- 墨西哥（7）
- 秘鲁（8）
- 波多黎各（3）
- （2）
- 圣卢西亚（1）
- 乌拉圭（4）
- 委内瑞拉（3）

## 奖牌榜
*   主办国家/地区（智利）
| 排名                      | 国家 / 地区               | 金牌 | 銀牌 | 銅牌 | 总计 |
| ------------------------- | ------------------------- | ---- | ---- | ---- | ---- |
| 1                         | 美国                      | 4    | 3    | 2    | 9    |
| 2                         | 巴西                      | 3    | 0    | 3    | 6    |
| 3                         | 阿根廷                    | 2    | 1    | 2    | 5    |
| 4                         | 秘鲁                      | 2    | 1    | 0    | 3    |
| 5                         | 加拿大                    | 1    | 2    | 1    | 4    |
| 6                         | 墨西哥                    | 1    | 0    | 1    | 2    |
| 7                         | 智利*                     | 0    | 2    | 2    | 4    |
| 8                         | 阿鲁巴                    | 0    | 2    | 0    | 2    |
| 9                         | 安提瓜和巴布达            | 0    | 1    | 0    | 1    |
| 9                         | 乌拉圭                    | 0    | 1    | 0    | 1    |
| 11                        |                           | 0    | 0    | 1    | 1    |
| 11                        | 独立运动员                | 0    | 0    | 1    | 1    |
| 总计（共12个国家 / 地区） | 总计（共12个国家 / 地区） | 13   | 13   | 13   | 39   |

## 奖牌得主

### 男子
| 项目     | 金牌                                  | 银牌                                           | 铜牌                                         |
| IQFoil级 | Mateus Isaac · 巴西（BRA）            | Ethan Westera · 阿鲁巴（ARU）                  | Noah Lyons · 美国（USA）                     |
| ILCA 7级 | 斯特凡诺·佩斯基耶拉 · 秘鲁（PER）     | Clemente Seguel · 智利（CHI）                  | 胡安·伊格納西奧·馬埃格利 · 独立运动员（EAI） |
| 49人级   | 美国（USA） · 伊恩·巴罗斯 · 汉斯·亨肯 | 乌拉圭（URU） · Hernán Umpierre · Fernando Diz | 加拿大（CAN） · Will Jones · Justin Barnes   |
| Sunfish  | 李·帕克希爾 · 加拿大（CAN）           | Jean Paul de Trazegnies · 秘鲁（PER）          | Diego González · 智利（CHI）                 |
| 风筝板   | Bruno Lobo · 巴西（BRA）              | Tiger Tyson · 安提瓜和巴布达（ANT）            | Deury Corniel · （DOM）                      |

### 女子
| 项目     | 金牌                                        | 银牌                                               | 铜牌                                        |
| IQFoil级 | Mariana Aguilar Chávez · 墨西哥（MEX）      | Dominique Stater · 美国（USA）                     | Demita Vega · 墨西哥（MEX）                 |
| ILCA 6级 | Erica Reineke · 美国（USA）                 | Sarah Douglas · 加拿大（CAN）                      | Luciana Cardozo · 阿根廷（ARG）             |
| 49人FX级 | 巴西（BRA） · 马蒂娜·格拉埃尔 · 卡埃娜·孔泽 | 加拿大（CAN） · Alexandra Ten Hove · Mariah Millen | 美国（USA） · Stephanie Roble · Maggie Shea |
| Sunfish  | Caterina Romero · 秘鲁（PER）               | Philipine van Aanholt · 阿鲁巴（ARU）              | María José Poncell · 智利（CHI）            |
| 风筝板   | Daniela Moroz · 美国（USA）                 | Catalina Turienzo · 阿根廷（ARG）                  | Maria do Socorro Reis · 巴西（BRA）         |

### 混合
| 项目       | 金牌                                                              | 银牌                                                         | 铜牌                                                         |
| Snipe      | 阿根廷（ARG） · 胡里奧·阿爾索加瑞 · Marlena Sciarra               | 美国（USA） · Ernesto Rodríguez · Kathleen Tocke             | 巴西（BRA） · Rafael Martins · Juliana Duque                 |
| Lightning  | 美国（USA） · Allan Terhune Jr. · Madeline Baldridge · Sarah Chin | 智利（CHI） · Pedro Bertossi · Paula Herman · Carmina Malsch | 阿根廷（ARG） · 哈维尔·孔特 · Martina Silva · Trinidad Silva |
| 诺卡拉17级 | 阿根廷（ARG） · 马特奥·马吉达拉尼 · 欧亨尼娅·博斯科               | 美国（USA） · David Liebenberg · Sarah Newberry-Moore        | 巴西（BRA） · Samuel Albrecht · Gabriela Nicolino            |